# 花園城 (印第安納州)
花園城（英語：Garden City）是位於美國印地安納州巴塞洛繆縣的一個非建制地區。該地的面積和人口皆未知。

## 地理
花園城的座標為39°11′00″N 85°55′59″W / 39.18333°N 85.93306°W，而該地的平均海拔高度為188米（即617英尺）。